# 圣味增德堂 (纽约)
圣味增德堂（英語：Church of St. Vincent Ferrer）是一座罗马天主教教堂，位于纽约市曼哈顿区上东城的莱辛顿大道与东66街转角，建于1918年，被称为“纽约最伟大的建筑装饰之一”。该堂由道明会兴建，与其相连的修道院为道明会美东省的总部。
该堂的建筑有一些不同寻常的特点。正门上方有美国天主教堂外部少见的耶稣受难像之一，内部的苦路用油画而不是雕塑描绘基督。堂内有两台管风琴。
该堂的主保圣人是道明会会士圣味增德（Vincent Ferrer）。1967年它被列为纽约市地标。1984年被列入国家史迹名录。
安迪·沃荷定期来该教堂望弥撒。
傑羅丁·費拉羅的葬礼于2011年3月31日在该堂举行。